# 山田浅右衛門
山田 浅右衛門（やまだ あさえもん）は、江戸時代に御様御用（おためしごよう、御試御用）という刀剣の試し斬り役を務めていた山田家の当主代々の名乗り。ただし、歴代当主には「朝右衛門」を名乗った人物もいる。死刑執行人も兼ね、江戸時代から首切り浅右衛門、人斬り浅右衛門とも呼ばれていた。

## 前史
江戸時代初期、谷衛好・谷衛友親子の「試刀術」（試剣術）を受け継いた試し斬りの名手として、谷衛友の弟子で幕府旗本であった中川重良が知られていた。専門的な試し斬りを行う人物としては、中川の弟子であった山野加右衛門永久（寛文7年（1667年）没）が始まりとされる。彼は6千人余りの罪人を試し斬りし、供養のために永久寺を建立した。永久の子の勘十郎久英は貞享2年（1685年）に十人扶持を与えられて御様御用として召し出され、試し斬りに加え処刑の際の首切りの役目をも拝命するようになった。しかし久英の子の吉左衛門久豊の跡継ぎであった弟に技量が無く、山野家は御様御用の役目を解かれた。これより前、山野勘十郎の弟子、鵜飼十郎右衛門という幕臣が元禄6年（1693年）から同10年（1697年）にかけて御様御用を拝命していたが、宝永7年（1710年）に十郎右衛門が死去した後は、鵜飼家が御様御用の役目を継ぐことはなかった。
その後、山野流を学んだ根津三郎兵衛、松本長太夫、倉持安左衛門（宇都宮藩主戸田忠真の家臣）、山田浅右衛門貞武（浪人）らが御様御用を務めた。山野家の他の弟子たちは貞武より早く没していたため、貞武は自らの技を伝えるため、元文元年（1736年）、子の吉時にも御様御用の経験を伝えたいと幕府に申し出、許可された。こうして山田家のみが御様御用の役目を務める体制が出来た。

## 山田浅右衛門家の社会的立場
御様御用の役目自体は、腰物奉行の支配下にあったれっきとした幕府の役目であったが、山田浅右衛門家は旗本や御家人ではない、浪人の立場であった。これは、死の穢れを伴う役目のためにこうした措置がとられたと解釈されがちである。しかし、5代吉睦は、腰物奉行臼井藤右衛門に聞いた話として次のような記録を残している。
将軍徳川吉宗の前で山田浅右衛門吉時が試し斬りをし、吉宗がその刀を手にとって確かめるということがあったという。この時、吉時が幕臣になることを申し出ていれば、取り立てられたであろう。しかしその機会を失ったために、浪人の立場のままとなった。これが前例となり、浪人である山田浅右衛門家が御様御用を務める慣習になってしまった。
また、御様御用には技術が必要であるため、世襲の家系では水準を満たさない者が現れる可能性もあり、技術のある者がいる間だけの臨時雇いとして、山田浅右衛門家を浪人に留めたという説もある。その他、旗本や御家人では後述する役目外の収入を得ることが困難となるため、吉時があえて浪人の立場を望んだのではないかという説もある。
山田浅右衛門家は多くの弟子を取り、当主が役目を果たせない時には弟子が代行した。また当主に男子がいてもこれを跡継ぎとせず、弟子の中から腕の立つ者を跡継ぎに選んだ。前述の通り技術が要求されたからであるが、同時に罪人の首を斬る仕事を実子に継がせることへの嫌悪があったともいう。歴代の山田浅右衛門家で実子を跡継ぎにしたのは吉時・8代吉豊のみである。弟子は大名家の家臣やその子弟が多く、中には旗本や御家人も存在した。

## 山田浅右衛門家の収入
山田浅右衛門家は浪人の身であり、幕府からの決まった知行を受け取ることはなかった。しかし様々な収入源があり、たいへん裕福であった。天保14年（1843年）の将軍の日光参詣の際には幕府に300両を献金している。一説には3万石から4万石の大名に匹敵するほどであったという。公儀御様御用の際には、幕府から金銀を拝領していた。また幕府だけでなく、大名家などで処刑を行う際にも役目を代行して収入を得ていた。これはさほどの収入ではなかった。
最大の収入源は「死体」であった。処刑された罪人の死体は、山田浅右衛門家が拝領することを許された。これら死体は、主に刀の試し斬りとして用いられた。当時の日本では、刀の切れ味を試すには人間で試すのが一番であるという常識があった。戦国時代はともかく平和な江戸時代においては、江戸市中においての試し斬りの手段としては、浅右衛門に依頼するのが唯一の手段であった。罪人の数が、試し斬りの依頼のあった刀の本数にはとうてい追いつかないため、斬った死体を何度も縫い直して、1人の死体で何振りもの刀の試し斬りを行った。浅右衛門自身による試し斬りに限らず、自ら試し斬りを行う武士に対して、死体を売却することもあった。
試し斬りの経験を生かし、山田浅右衛門家では刀剣の鑑定も行っている。諸家から鑑定を依頼され、手数料を受け取っていたが、後には礼金へと性質が変化し、諸侯・旗本・庶民の富豪愛刀家から大きな収入を得た。出入りする酒井雅楽頭家や立花家といった大名家から、毎年歳暮として米や鰹節を拝領していた。また、こうした人脈を利用して刀剣購入の世話をすることもあった。刀剣の位列も作成しており、5代吉睦が著書『懐宝剣尺』で発表した刀の切断能力を基に刀工を格付けした「業物」と呼ばれる指標は今日でも有名である。
さらに副収入として、山田浅右衛門家は人間の肝臓や脳、胆嚢、胆汁などを原料とし、労咳に効くといわれる丸薬を製造していた。これらは「山田丸」「浅右衛門丸」「人胆丸」「仁胆」「浅山丸」の名で販売され、山田浅右衛門家は莫大な収入を得ていた。また、遊女の約束用として死体の小指を売却することもあったという。
山田浅右衛門家は、その金を死んでいった者たちの供養に惜しみなく使った。東京都池袋の祥雲寺には、6代吉昌が建立した髻塚（毛塚）と呼ばれる慰霊塔が残っている。また、罪人の今際の際の辞世を理解するために、3代以降は俳諧を学び、俳号を所持している。

## その他の逸話
首を斬る役の同心が実際に斬首すると、刀の研ぎ代として金2分ずつ下される。その役を浅右衛門に譲って首を打たせると、その2分は同心のものになり、さらに首斬りの御用を譲って貰ったというので浅右衛門からも礼金の分け前を貰えるのである。さらに首斬り役をさせてもらうために、浅右衛門の方から普段から付け届けを贈っていた。
浅右衛門の家では、首を斬る者が何人いると聞くとその人数分だけ蝋燭を上げて出役し、一つ首を落とすとその蝋燭の火がひとつ消え全ての蝋燭が消えると御役目が済んだと言った、などと言われたこともある。
ある日、山田家にいかにも悪人の様な人相の男が現れて「金を貸してくれ」と要求した。断るとその男は「じゃあ俺の肝を買ってくれ。どうせあんたに首を斬られるんだからその前金だ」と不気味に笑ったという。

## 明治以後
幕府瓦解後、8代山田浅右衛門吉豊とその弟の山田吉亮は「東京府囚獄掛斬役」として明治政府に出仕し、引き続き処刑執行の役割を担った。また1869年（明治2年）8月に手当金1カ月金5両で申し付けられてもいる。しかし1869年（明治2年）の2・3月頃に東京府では、試し斬りが差し止められ、大きな収入源を失うことを危惧した山田浅右衛門は、同年6月に試し斬りの継続を求めた嘆願書を提出したが、1870年（明治3年）4月15日には太政官布告により、刑死者の試し斬りと人胆などの取り扱いが禁止され、山田浅右衛門家の大きな収入源が無くなることが決定的となった。
1880年（明治13年）には旧刑法の制定により、死刑は絞首刑となることが決定された。翌1881年（明治14年）7月27日に市ヶ谷監獄にて強盗目的で一家4人を殺害した岩尾竹次郎、川口国蔵の2人の死刑執行が、山田浅右衛門による最後の斬首刑となった。1882年（明治15年）には刑法が施行され、斬首刑は廃止される。吉豊は1874年（明治7年）に斬役職務を解かれ、吉亮も1881年（明治14年）に斬役から市ヶ谷監獄の書記となり、翌年末には退職している。こうして「人斬り浅右衛門」としての山田浅右衛門家はその役目を終え、消滅した。吉亮は1911年（明治44年）まで生き、四谷の床屋で脳溢血で急死したという。享年58。
1938年（昭和13年）、浅右衛門の研究者たちが、7代吉利の孫娘の援助を受け、祥雲寺に「浅右衛門之碑」を建立した。碑の裏面には3代以降の戒名と没年月日、辞世が刻まれている。

## 歴代の山田浅右衛門
山田浅右衛門家は三河国出身で、徳川家康の側室であった茶阿局の一族であったと伝わる。茶阿局の子であった松平忠輝の重臣に山田重辰や茶阿局の甥とされる山田勝重ら山田姓の者がいるが、彼らは茶阿局の縁で取り立てられたと伝わる。のち松平忠輝が改易処分となった際、山田重辰は切腹となり、子らは浪人となった。初代の貞武は重武の子孫と伝わる。ただし、重辰は忠輝が養子となった長沢松平氏の古参家臣であったとも伝えられるため、茶阿局との縁という話には齟齬が生じる可能性がある。
- 初代　山田浅右衛門貞武（1657年 - 1716年）
- 2代　山田浅右衛門吉時（　? 　年 - 1744年）
- 3代　山田浅右衛門吉継（1705年 - 1770年）
- 4代　山田浅右衛門吉寛（1736年 - 1786年）
- 5代　山田浅右衛門吉睦（1767年 - 1823年） - 門人。湯長谷藩士の三輪源八の次男、母は3代浅右衛門吉継の娘ナヲ[14]。後に朝右衛門と名乗った[14]。
- 6代　山田朝右衛門吉昌（1787年 - 1852年） - 門人。三輪源八の養子。幕臣（紅葉山掃除役）の遠藤次郎兵衛の子。川路聖謨と親交があった[14]。
- 7代　山田朝右衛門吉利（1813年 - 1884年） - 門人。新見藩士で門人の後藤五左衛門の次男。5代目の養子である吉寧の娘（6代目の養女）と結婚。勝興寺の六代目夫妻の合葬墓には「第七世　山田浅右衛門吉年」とある[14]。
  - 吉田松陰、橋本左内、頼三樹三郎ら、安政の大獄の犠牲者を処刑[14]。
- 8代　山田浅右衛門吉豊（1839年 - 1882年） - 7代目の子。明治になってから浅雄とも名乗る[14]。

以上、浅右衛門之碑に残る山田浅右衛門
- 9代　山田吉亮（1854年 - 1911年） - 8代目の実弟、7代目の三男。
  - 試し斬りの技に長け、雲井龍雄、大久保利通暗殺犯の島田一郎らや、高橋お伝を処刑するなど、8代目に代わる働きをした。このため、永島孫一は9代目、福永酔剣は閏8代としている[14]。篠田鉱造も8世とし、『明治百話』に本人のインタビュー記事を収録している[15]。

## 著書
- 山田浅右衛門吉睦『古今鍛冶備考』秋水舎、1900年。
- 山田浅右衛門『刀剣押形』写本。doi:10.11501/2590576。NDLJP:2590576。
- 山田浅右衛門『刀剣押形続篇』写本。doi:10.11501/2553023。NDLJP:2553023。

## 登場する作品

### 映画
- 『毒婦お伝と首切り浅』演：伊吹吾郎

### テレビドラマ
- 『日本怪談劇場』第8話「怪談・首切り浅右衛門」演：栗塚旭
- 『暴れん坊将軍』（吉宗の世を忍ぶ仮の姿である徳田新之助の親友として登場）演：栗塚旭
- 『必殺仕事人・激突!』（仕事人グループの一員として登場）演：滝田栄
- 『子連れ狼』第1部17話（実質、18話）『首斬り朝右衛門』演：若林豪
- 『時代劇スペシャル (フジテレビ)』「傘次郎・新子捕物日記 夫婦河童」「傘次郎・新子捕物日記 夫婦十手」演：梅宮辰夫

### 小説
- 綱淵謙錠『斬』
- 山田風太郎『警視庁草紙』（ちくま文庫、河出文庫） - 幕末を経て斬首刑制度がなくなるまで警視庁に勤務する山田浅右衛門が登場。
- 渡辺淳一『項の貌』 - 山田浅右衛門が刃こぼれもせずに首切りが出来た理由を医学的な見地から推測している。
- 鳥羽亮『鬼を斬る 山田浅右衛門涅槃斬り』（徳間文庫） - 7代目吉利を主人公とする。
- 鳥羽亮『絆 山田浅右衛門斬日譚』（幻冬舎文庫） - 7代目吉利を主人公とする。
- 大沼弘幸・わたなべぢゅんいち『大江戸乱学事始』（電撃文庫）
- 柴田錬三郎『首切り浅右衛門』（講談社文庫）
- 団鬼六『最後の浅右衛門』（幻冬舎） - 8代目吉利の高弟、伊古奈卯兵衛から見た物語。
- 中里融司『人斬り浅右衛門 斬妄剣』（学研M文庫） - 7代目吉利を主人公とする。
- 藍上陸『Beurre-Noisette 世界一孤独なボクとキミ』（集英社スーパーダッシュ文庫） - 山田浅右衛門の一族は現代に血脈および用いた刀「影無」が受け継がれたという設定で、その子孫である「山田朝右衛門」が登場する。
- 千野隆司『首斬り浅右衛門人情控』（祥伝社文庫） - 7代目吉利を主人公とする。

### 漫画
- 小池一夫（原作）・小島剛夕（作画）『首斬り朝』 - 山田「朝」右衛門（3代目吉継）が主人公。
  - Samurai Executioner - 上記の英訳。アメリカで大人気を博す。
  - 畳捕り傘次郎 - 上記「首斬り朝」スピンオフ。
- 小池一夫（原作）・小島剛夕（作画）『子連れ狼』
- 上村一夫『春の華』（単行本「津軽惨絃歌」の中に収録）
- 沙村広明『無限の住人』 - 4代目山田浅右衛門吉寛が登場。
- 津寺里可子『SUN -山田浅右衛門』 - 4代目山田浅右衛門吉寛を主人公とする。全4巻。
- 高瀬理恵『首斬り門人帳』 - 6代目山田浅右衛門吉昌が登場。
- サンドロビッチ・ヤバ子（原作）・だろめおん（作画）『ケンガンアシュラ』 - 番外編で2代目山田浅右衛門吉時が登場。
- 塩崎雄二『真・一騎当千』
- 賀来ゆうじ『地獄楽』 - 山田浅ェ門として架空の人物が複数人登場。
- 空知英秋『銀魂』 - 山田浅右衛門をモデルとした池田朝右衛門・夜右衛門が登場する。
- 徳弘正也『もっこり半兵衛』第14話
- 山下文吾『エドデッド』 - 江戸城下がゾンビだらけとなり、主人公の山田浅右衛門が活躍する。